# Data Distribution Service
Data Distribution Service para sistemas en tiempo real (Denominado de forma abreviada también DDS) es la especificación para un middleware de tipo publish/subscribe en computación distribuida. 
DDS ha sido creado en respuesta a la necesidad por parte de la industria de estandarizar sistemas centrados en datos (en inglés data-centric systems). Existen soluciones propietarias de DDS disponibles desde hace años; desde 2004 la empresa americana Real-Time Innovations y la global PrismTech Corporation han participado en las especificaciones aprobadas por el Object Management Group en un documento denominado Data Distribution Service for Real-time Systems.

## Historia de las versiones
- DDS 1.4 (10 de abril de 2015)
- DDS 1.3 Sólo miembros del grupo OMG.
- DDS 1.2 (1 de enero de 2007)
- DDS 1.1 (4 de diciembre de 2005) - Thales Group
- DDS 1.0 (1 de junio de 2003)

## Arquitectura

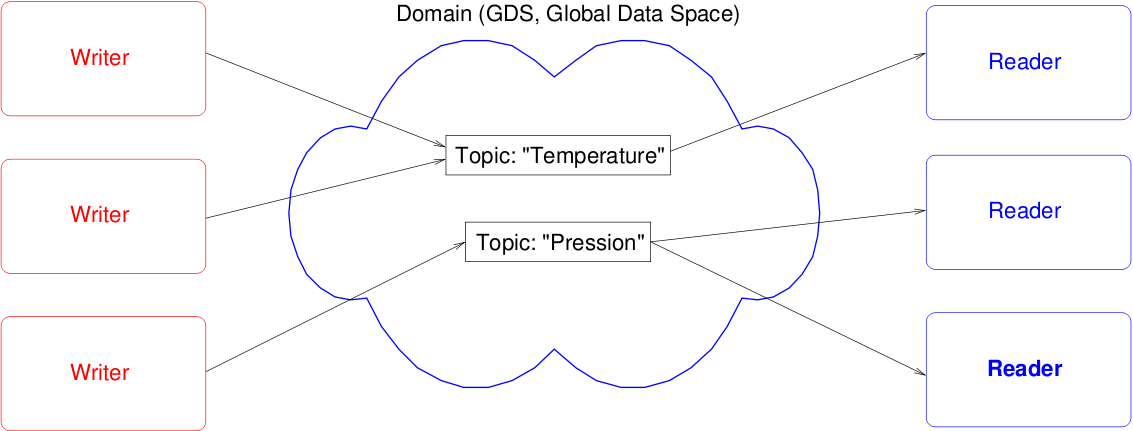
El paradigma de publish/subscribe en DDS.

La especificación DDS describe dos niveles de interfaces:
- Una DCPS (Data-Centric Publish-Subscribe) a nivel inferior que tiene por objeto hacer un reparto de la información de forma eficiente a los receptores apropiados.
- Una capa superior opcional DLRL (Data Local Reconstruction Layer) que permite una integración simple de DDS en la capa de aplicaciones.

## Ventajas de su empleo
- Disminución del acoplamiento entre entidades - debido en parte al empleo de la filosofía publish/subscribe.
- Arquitectura flexible y adaptable - gracias al empleo del 'discovery' automático (RPTS).
- Eficiencia - debido a la comunicación directa entre el publisher y el subscriber.
- Determinismo - en la consigna de los datos.
- Escalabilidad - debido en parte a la disminución del acoplamiento entre entidades.
- Calidad de servicio - altamente parametrizable
- Independencia de la plataforma - debido al empleo de estándares como IDL, lenguaje de descripción de interfaz.